# SOUL SACRIFICE
『SOUL SACRIFICE』（ソウル・サクリファイス）は、ソニー・コンピュータエンタテインメントより2013年3月7日に発売のPlayStation Vita（PS Vita）専用ゲームソフト。
「真実のファンタジー」「犠牲と代償」をコンセプトに、巨大な魔物を倒すために自身や仲間を犠牲にしてまでも戦うアクションゲームとなっている。キャッチコピーは「超魔法バトルアクション、誕生。」。一人のプレイヤーが所持できる魔法には限度があるため、役割を分担して共闘することが重要な要素となっている。本作は最大4人によるマルチプレイが可能であり、アドホック通信、インフラストラクチャーモードによるオンライン通信プレイが利用できる。また、PS Vita専用ソフトではあるがアドホックパーティによる通信プレイが可能となっている。
2012年5月10日における発表会において初公表され、SCEジャパンスタジオ・株式会社コンセプト・株式会社マーベラスAQLの3社共同による開発であることが発表された。その後、東京ゲームショウ2012で世界初プレイアブル出展され、日本ゲーム大賞2012フューチャー部門を受賞した。
公式での略称は「ソルサク」。

## SOUL SACRIFICE DELTA
リニューアル版の『SOUL SACRIFICE DELTA』（ソウル・サクリファイス デルタ）が2014年3月6日に発売された。

## ストーリー
強大な魔法使い『マーリン』に捕えられた主人公は、生贄に捧げられる順番を待つ羽目に陥っていた。そんなある日、喋る魔道書（リブロム）と出会う。リブロムには『ある魔法使い』の日記が記されており、その日記の内容を実際に体験できるという力があった。主人公は自らの運命を変えるために、リブロムを通して『ある魔法使い』の魔物との戦いの記憶を追体験する。

## システム
プレイヤーは「魔の法則」を操る魔法使いとなる。魔法使いは、犠牲と代償を支払うことでそれに見合った力を魔法として発動することができ、それを武器にモンスターと戦うことになる。
左スティックで移動、右スティックで視点変更、○ボタン･△ボタン･□ボタンでそれぞれの魔法の発動、×ボタンで回避行動、×ボタンを押したまま移動するとダッシュ、ボタンで事前にセットした魔法セットの切り替え、Lボタンで視点を正面に直す他、押しっぱなしで敵のロックを行う。これらの操作方法は設定により変更することができる。

### 魔法について
魔法は大別すると「供物魔法」と「代償魔法」に分類される。
供物魔法
「供物魔法」は、所持している生物の一部・植物・鉱物などの「供物」に内在する力を犠牲に捧げることで発動する魔法である。
プレイヤーは最大6種類の供物を戦闘に持ち込むことができる。
供物の種類によって「剣を作り出す」「結界を張る」「時を止める」等の多種多様な効力を持つ魔法が存在する。犠牲とする供物が貴重であればあるほど強力な魔法を発動できる。しかし、魔法を発動する度に供物の力は消費され、最終的には魔法が使用不能になってしまう。
使用不能となってしまった状態はクエスト終了後も継続されてしまうが、「リブロムの涙」を消費すれば使用可能な状態へと修復できる。
代償魔法
「代償魔法」は、仲間や自身を生贄にしたり、自身の肉体を捧げることで発動する魔法である。特に仲間を生贄にする魔法は「生贄魔法」と呼ばれる。
自身の肉体を代償とする魔法は戦闘前に設定した1種類のみ戦闘に持ち込める。
仲間が瀕死の状態になった時や自身の体力が一定値以下になった時のみ発動できる。強大な力を持つ反面、生命や肉体を失う等の大きな代償を支払うことになるため禁術とされている。
自身の肉体を代償とした魔法は1回使用すると再使用不能となり、クエスト中は能力値が下がる等の代償を背負う。
代償を背負った状態はクエスト終了後も継続されてしまうが、「リブロムの涙」を消費すれば背負った代償を消すことができる。
グングニル
瀕死の仲間を代償に捧げて発動する生贄魔法。仲間の体から無数の槍（骨）が飛び出し、仲間の死と引き換えに敵全体を攻撃する。
エクスカリバー
心臓を代償に捧げて発動する禁術。脊髄と内臓を引きずり出し、敵を貫く巨大な剣に変える。発動後は常に体力が減少し続ける。
グレイプニル
右腕を代償に捧げて発動する禁術。腕の骨が鎖となって対象を拘束する。発動後は右腕の刻印が効力を失う。
ゴルゴン
片目を代償に捧げて発動する禁術。宙に浮く無数の眼球を召喚し、敵を石化させる無数の光線を発射する。発動後は視野が大幅に狭まる。
サラマンダー
皮膚を代償に捧げて発動する禁術。全身から火炎を発し、広範囲の敵にダメージを与える。発動後は防御力が半減する。
ヴァルカン
心臓を代償に捧げて発動する禁術。発動中は動くことができないが、体力を徐々に回復させる魔剣を味方に与え、衝撃波で敵を吹き飛ばす。発動後は体力が半減する。
ベルセルク
脳を代償に捧げて発動する禁術。2013年4月4日のDLCで追加。
周囲の者を敵味方問わず念力で吸引し攻撃できる。発動後は装備中の供物の配置が分からなくなる。
エンジェル
全身の骨を代償に捧げて発動する禁術。2013年5月2日のDLCで追加。
背中から天使を思わす翼が生え、自らの骨を流星のように打ち出す。効果範囲内ならば味方の体力を回復させることもできる。発動後は移動力が低下して回避行動が不可となる。

### 生贄と救済
倒したモンスターか瀕死となった仲間の傍に寄ると、生贄を行うか、救済を行うかを選べる。 本作の特徴的なシステムであり、プレイヤーは常にどちらかの選択を行わなければならない。
生贄・救済の選択は、下記の戦闘時およびプレイヤーの成長に関する影響のみならず、使用可能なNPCの増減・ストーリーの微妙な変化等の影響を与えることがある。
対象を生贄とした場合の効果
- 魔物を生贄とした場合、供物の使用回数を回復させる。
- 仲間を生贄とした場合、強力な生贄魔法「グングニル」が発動する。生贄となった仲間は倒れ、人魂モードへと移行する。
- 対象となった者の「魂」を入手できる。
- 魔力EXPを獲得できる。魔力EXPが一定値に達すると魔力レベルが上がり、攻撃力が上昇する。

対象を救済した場合の効果
- 魔物を救済した場合、自身の体力を少量回復させる。
- 仲間を救済した場合、自身の体力を半分与えて仲間を復活させることができる。
- 対象となった者の「気」を入手できる。
- 生命EXPを獲得できる。生命EXPが一定値に達すると生命レベルが上がり、防御力が上昇する。

### 属性
属性は全部で「無属性」「熱属性」「冷属性」「雷属性」「石属性」「毒属性」がある。

## キャラクター
キャラクターの名称は主に「アーサー王伝説」から引用されている。
主人公
本作の主人公。名前や外見、性別などは不明。物語開始時から生贄としてマーリンに囚われており死を待つばかりになっていたが、隣の牢の男が持っていた魔術書『リブロム』と出会ったことで生きる希望を見出した。魔法を習得してマーリンを倒すべくリブロムに記された記憶を辿ることとなる。
『デルタ』では、本名が「アーサー・カムラン」と判明した。日記の中にある同行者との血の繋がりを匂わせる記述が存在する。

リブロム
声 - 白熊寛嗣
主人公をサポートする生ける魔術書。もともとは主人公の隣の牢獄にいた男のものだった。口が悪く、本の扱いにはうるさい。この世界のことや生贄のこと、その運命から逃れられる方法などありとあらゆることが記されている。
ある魔法使い
リブロムに記された日記の主となる、過去に実在した魔法使い。その名前はすでに忘れられている。
主人公はリブロムを通して、その記憶を追体験していくことになる。文章では性別や外見を明言されておらず、プレイヤーはあくまで「記憶」であるため、自由に名前や外見を書き換えることができる。
実はこのある魔法使いこそがリブロムである。不老不死の絶対的な力を持つマーリンとの死闘の末、死ねない体になり、マーリンを倒すことが出来る人間たちが現れることを願い、己の肉体を代償に生ける魔術書となった。本名は「ジェフリー・リブロム」。
『デルタ』では、永劫回帰においてとても重要な要因である事が判明した。彼が残した言葉が繰り返される世界でも少しずつ継承され、後にグリムという組織を生み出す切っ掛けを作った。

マーリン
この世界を支配する不老不死の強大な魔法使い。物語の主人公は、生贄として彼に囚われている。右腕には無数の眼球が浮き出て、体は爛れたようになっているなど人間離れした外見。
リブロムの記述では『ある魔法使い』と相棒の関係にある。予知能力を持つ半面、生贄を取り込まなければ急速に老化する肉体の持ち主。取り込んできた生贄の影響で記憶が混濁しており、自身が何者であるかさえ定かではない。
真の姿は過去に世界を支配していたマーリンを倒した「名も無き魔法使い」であり、モルガン・ル・フェの本物の夫。マーリンを生贄にしたことで記憶が混ざり、自身をマーリンだと思い込んでいた。
『デルタ』では、グリムの出現によって過去が変わった事で姿が更に変貌している。

ニミュエ
声 - 木下紗華
一人前の魔法使いになる試験を受けるため、『ある魔法使い』と組んだ女魔法使い。主人公にもドライな態度を貫くが、時おり優しさも見せる。
自分が特異的な存在であったことから、まともな世界を憎み、妬み、憎悪している。彼女を生贄にしたことにより、『ある魔法使い』は彼女の狂気に悩み苦しむことになる。
その正体はモルガン・ル・フェが聖杯で生み出した自身の分身。分身であることに疑問を抱いて彼女の下を逃げ出していた。
『デルタ』では、ターリアが生み出した幻覚世界で体を得て、主人公と共闘する。

モルガン・ル・フェ
謎の女魔法使い。マーリンの元相棒を自称しているが、マーリン自身にはその記憶がない。主人公にはニミュエの姿に見えるが、マーリンにはみすぼらしい老婆に見えている。
実はマーリンこと「名も無き魔法使い」の妻であり、記憶を失った彼が自分の下を去った悲しみから聖杯でニミュエを生み出していた。最期はマーリンの生贄となることで、彼に本当の自分を思い出させようとする。
レッドフード
『デルタ』から登場。鮮やかな赤装束を身に纏う女魔法使い。特殊な供物による高度な幻覚魔法を持っており、手練れの魔法使いでも見抜く事が出来ない。
彼女は三代目のレッドフードであり、本名は「メイジー」。世間に浸透しているレッドフードの悪名は一代目が引き起こしたもの。
一代目の悪名から市民はおろかアヴァロンからも拒絶されるという過去を持つが、本人は「ある言葉」によってそれらと向き合う決意を秘めている。
ペンドラゴン
『デルタ』から登場。「ペンドラゴン」とはアヴァロンの最高指導者の肩書であり、彼は13代目に当たる。「魔の法則を掌握する者」とされ、後継者は「魔法大全」という書物を受け継ぐ。他の魔法使いとは性質が異なるため、戦闘に赴くことはない。厳重な警護がつけられており、滅多に人前には現れない。
ペンドラゴンが継承している「魔法大全」とは実際は書物ではなく、彼の頭に継承された「魔法の記録そのもの」。あまりにも膨大な情報であるため、彼自身は新しい出来事を覚えられない一種の健忘症に罹っている。一方で敵対組織に所属するメイジーを助けようとする主人公の行動を後押しし、その行動を無罪にするなど、掟に縛られない柔軟な発想が出来る人物。
ターリア
『デルタ』から登場。グリム教団教主。一人でも多くの民に、「グリムの予言」を伝えることを使命としている。
アヴァロン、サンクチュアリ、グリムによる会合で彼女の提唱するマーリンへの対策は、レッドフードの強力な幻覚を「魔法大全」に存在する「拡散させる魔法」によって、マーリンを除く全ての人間の精神を幻覚世界に保管させるというもの。

### 同行者
ストーリーシナリオ「魔法使いの仲間」で、主人公（『ある魔法使い』）と共闘することになる魔法使い達。
ボーマン
声 - 斉藤次郎
「悪徳魔法使い」編に登場。金の亡者。相手に果物を与えてから高額の料金を請求する詐欺染みた手口で同行者を作っている。あるクエストでは金に固執するが故の信念が見られる。
『デルタ』では万屋を経営し、上述の強い信念に惹かれて集まった仲間に囲まれている。
パーシヴァル
「魔物の子供」編に登場。魔物に育てられたという経歴がある。常に胸を掻き毟っている。「親」であったコボルトを取り込んだ影響か、右腕は植物化しており、体の至る所に異形が見られる。
ガウェイン
「狼男の苦悩」編に登場。隻眼の魔法使い。魔物「ワーウルフ」を10年以上に渡って追っている。主人公と共にワーウルフを追いかけて、ついに遭遇するが……。
ランスロット
「復讐の騎士」編に登場。魔法使い嫌いで知られるレオデ王の忠実な部下。実はレオデ王への謀反を企てており、主人公の実力を目の当たりにしたことで仲間に引き入れようとする。
『デルタ』にその後の彼の行く末が書かれた記述が存在する。
エレイン
「異端の救済者」編に登場。サンクチュアリ指導者「ゴルロイス」を崇拝する女魔法使い。ある目的のもと救済を信条とする「サンクチュアリ」の参加試験を彼女と二人一組で受けることになる。
主人公の祖先と思われる記述が存在している。
モルドレッド
「裏切りの殺し屋」編に登場。かつてアヴァロンの中でも指折りの魔法使いだった男性。「掟」を破った魔法使いを葬る「魔法使い殺し」を役割としていた。
ガラハッド
「人と魔の狭間で」編に登場。半ば伝説として語られている存在であり、『魔物に最も近い魔法使い』とも呼ばれている。その異名に相応しい奇怪な姿で、何かに取り憑かれたかのように魔物達に挑み続けている。その胸中には自身の過去に対する深い悔恨が存在している。
ディンドラン
「汚れた血を持つ女」編に登場。急激に名前が知れ渡り始めている女性の魔法使い。彼女がここ最近で仕留めた魔物の数は、他の追随を許さない。そうした実績に加えて、その奇妙な癖も彼女のことを印象付ける大きな要因となっている。ソーマという麻薬を自身が“悪”と判断した人間に渡す事で魔物化させて殺害している。
ガングラン
「呪われた自己陶酔」編に登場。
ルンペル
「失われた歌声」編に登場。
死神
「死神の憂鬱」編に登場。

## モンスター
モンスター（魔物）とは、己の欲望の赴くままに魔法を使い、その力に溺れて異形化した生物である。魔物には、人間が魔法を使い続けたことで異形化した「人型魔物」と、人間以外の生物が間接的に魔法の力を浴びて異形化した「下級魔物」が存在する。魔物は人間社会の脅威となるため、これを排除するのが魔法使いの宿命となっている。元となった生物よりも高い知能を得る場合もあれば、欲望のままに暴れるだけの低級な存在と成り果てることもある。また、ごく一部ではあるが争いを好まない魔物の中には人間を育て、人としての条理を教えようとする者もいる。
聖杯の願いによって魔物となった者を取り込み、自身も魔物へと堕ちたパターンは「ドッペルゲンガー」、複数の魔物の魂が同時に発現し二体の魔物へと変化したパターンは「ジェミニ」と呼ばれる。
『デルタ』からは特定の攻撃時には一部の供物を無効化もしくは反射するようになり、特定の部位を破壊すればこの効果を無効化できる。

## 人型魔物

### 傲慢
ヒュドラ
クラーケンと同型の魔物。
元々は貧しい地域に生まれた剣士。口から剣が生えた九匹の大蛇の上半身と人型の下半身を持つ。
家族を養うために剣士となった。男は剣に対して類いまれな才能を持っており、いくつもの剣を同時に手足のように扱った。いつしかその武勲は戦場に知れ渡り、敵軍にとって恐怖の対象となった。敵軍は男の同僚を買収し、彼の飯に蛇毒を混ぜた。男は死の淵を彷徨った末に生還したが、かつての様に体は動かなくなった。その後、聖杯が表れて彼の嘆きを聞き入れ、その結果、男は九本の腕と剣を持つ化け物として生まれ変わった。
男を見たものは全員逃げだした。だから男は渇望している。曲芸剣法を存分に披露できる機会の到来を。そして、それに値する相手が現れる事を。
ちなみに、ヒュドラの元の姿の剣士の剣を作ったのはサイクロプスの元の姿の鍛冶屋である。
ワルキューレ
ワイバーンと同型の魔物。
元々は高名な騎士の一人娘。兜から翼が生えた女戦士で珍しく人型を保っている。
父が後を継ぐ男子を望んでいたことを知った彼女は騎士としての道を歩むが、やがて体力的に成人男性との戦いに限界を覚える。美しい姿を代償に人外の力を手に入れたものの、直後に父は戦死。その後も天国の父に愛されたい一心で、武名を高め最強の戦士となることを誓う。
以来、女は各地の戦場を飛び回り、名だたる戦士たちに戦いを挑み続けているという。
トロル
DLCで追加。ベヒモスと同型の魔物。
元々はほら吹きの騎士。騎士の背中に人面疽の様な腫瘍を持ち、それが巨人のように膨れ上がる。
誠実で勇敢、確かな武勇を持った騎士であったが次第に傲慢な性格になってゆき、退役してからは誰も彼を慕わなくなっていた。それでも彼はかつての栄光が忘れられず、自分の武勇伝を語ることで周囲の気を惹こうと試みる。最初の内は人々もその武勇伝に魅了され彼を支持していたが、やがて飽きられ、焦った彼はほらを語るようになる。ある時「巨人と戦った」とほらを吹いていると周囲からそれを疑われ、武勇伝を実証すべく聖杯に願い巨人を出現させた。だが、皮肉にもそれは自分の背中から生えており、自分自身が武勇伝に登場する醜い巨人と化してしまう結果となった。
武勇伝に登場する怪力で自己治癒能力があり、それでいて姿が醜く、悪臭を漂わせている巨人を背中に生やす化け物と化した男は、今もさ迷っているという。
ベルゼバブ
DLCで追加。エルフの女王と同型の魔物。
元々は貴族。蝿のような頭を持ち、周囲に凶暴な蠅を使役している。
高慢で、何もかもを臣下に任せる彼は生活すら部下がいなければ何もできない有り様であった。
ある時没落し、周囲に誰もいなくなった後も貴族であり続けた彼は、当然のように死の淵に立つこととなり、現れた聖杯に願う。男は新たな臣下である蝿が現れていることに気が付き、自らが蝿の王となったことを知った。
そして、蠅の王はかつての栄光を取り戻すべく、新たな家来と共に領地を広げようとしている。
ブレーメンの音楽隊
『デルタ』から追加。『奏でる老歌唄い ブレーメンの音楽隊』。
元々は元音楽隊の老人と彼を慕った動物たち。ロバの口から犬、犬の口から猫、猫の口から鶏が飛び出し、体には幾つもの音楽器が突き出た奇妙な姿をしている。
愚直なまでに音楽隊に従事した男だが、加齢と共に歌えなくなって除隊される。生きがいを無くした事で男はみるみると老け込み、ロバを息子と思い込むほどに耄碌し、彼の介護に辟易した家族は男を捨てた。仕事を忘れられない男はロバと共に民衆の前で歌い続けたが、それも飽きられていく。
そんな彼の前に聖杯が現れたが、彼はすでに耳が聞こえていなかった。しかし、彼を慕っていたロバがその声を聞き、恩返しの為に自分を生贄にして「歌声」を彼に与えた。歌声を得た彼は新たな息子である犬を連れて歌う。それも飽きられて絶望する中、またしても聖杯が現れて息子である犬がその身を捧げる。聖杯の声を聴くのは息子の役目。次に猫、鶏が彼の恩返しの為にその身を捧げる。その結果、いつしかその姿は珍妙な音楽を奏でる魔物と化していた。
珍しい音楽を奏でる不思議な魔物は今も彷徨い続けている。自らの声を聞き届けてくれる相手を探して。

### 嫉妬
サイクロプス
元々は腕のいい鍛冶屋だった男。無数の眼球がついた三叉の槍に縋るようにして歩く頭頂部に単眼をもつ巨人。
常にライバルの二番手に甘んじていることが我慢ならず、自己顕示欲のために片目を犠牲にして最強の槍を作り出すが、不気味過ぎて誰にも認められず、殺戮で武器の性能を証明しようとするモンスターへと成り果てた。奪った命の数だけ作品の価値が証明されると信じて。
男は今もどこかで最高傑作の三叉の槍を振るっているだろう。鍛冶屋としての、大いなる欲望が叶う日まで。
ちなみに、ヒュドラの元の姿の剣士の剣を作ったのはサイクロプスの元の姿の鍛冶屋である。
リヴァイアサン
元々はある国の双子の王子の弟。背中に廃墟を背負った巨大で顔部分に人面が張り付けられたような首長竜。
全ての面で兄王子は優れ、弟王子は次第に兄への嫉妬を深めていき、やがて殺意衝動に変わっていく。『飼っていた鰐を兄に仕向けたらどうなるだろうか?』と妄想を加速させる中で聖杯が現れて願う。すると体が鰐と一体化し、身体が小さいという劣等感を払拭するかのように城を背負うことが出来るほどの大きさに膨れ上がる。そして、肥大化が終わる頃には弟王子は鰐のような思考回路になっていた。
化け物となった弟王子は兄王子が出かけている隣国へと向かっていった。兄を噛み砕く妄想を現実にするために。
なお、巨大なこの魔物との戦闘は背中の廃墟から頭部を狙って進めることになる。
シンデレラ
『デルタ』から追加。『戯れる硝子百足女 シンデレラ』。
元々はある城下町の美脚三姉妹の三女。美女の下半身が百足のように伸び、幾つものガラスの足をしており、お尻側には王子の顔がある（なお、解体呪物にも王子が存在する）。
姉妹の美脚は舞踏会に招待されるほどに有名だったが、三女はいつも置いてけぼりだった。憤慨した三女は報復としてムカデの猛毒を次女の食事に混ぜ込む。寝込んだ次女の代わりにドレスを着こみ、仮面をつけて仮面舞踏会に出る。舞踏会に慣れてきた彼女はいつしか男を弄ぶようになる。今度は長女にも同じ毒を仕込み、彼女のドレスを着て王子に近づくが、極度の脚好きの王子はその脚をなめた時に別人だと気付き、急いで彼女は逃げ出したが片方の靴が脱げてしまう。その靴の犯人を捜して町に役人が溢れ、自分が捕まるのではと考えた彼女は自分の脚を砕く。
激痛の涙を流す彼女の前に聖杯が現れ、彼女に長女の脚を与える。今度こそ王子を魅了できると思って近づいたが、同じく見抜かれる。その後も美脚の女性の脚を狙って襲い、その脚を付け替えるも見抜かれる。
実のところ、王子は「脚好き」ではなく「脚の匂い」が好きなのである。それに気づかない彼女は脚を用意するために自分の下半身をムカデに取り換え、より美しく見せるためにガラス細工の脚を付けたが、王子はそれに怯えて逃げ出した。
魔物と化した彼女は、今もその王子を追って無数の足を動かしているという。
サキュバス
『デルタ』から登場。白雪姫と同型の魔物。要請名は「火遊び女」になっている。
元々は男運の無い女。両手が無い小さな頭に火のついた蝋燭男達に担がれる、頭が火のついた蝋燭の女の人形といった姿をしている。
交際している男は女を財布代わりにしか考えていない絵に書いたような屑だった。しかし、彼女はそんな屑な人間を愛おしく感じる人間だった。彼の為に蝋燭を売り続け、いつしか帰る場所がある人間を妬ましく思い、恋人と幸せに暮らす幻覚を求めて放火し始める。放火の現場を抑えられた彼女は牢屋に入れられ、取り調べを受けるが、彼女の証言にあった男性は町には存在しない人物であり、彼女の家には男性を象った蝋燭だけが残っており、男は女の妄想が生み出した産物だった。その事実を受け入れられ無い彼女の前に聖杯が現れ、男の存在を証明するために自分の頭を蝋燭にした。燃え上がる炎の中に、脳内の恋人の姿が現れる。女は見せて回る。炎が生み出す幻覚を。周囲に妄想の火の粉をまき散らしながら。
女は今も火を灯し続ける。妄想の恋人を、この世界に投影させ続ける為に。
文献によると、女のダメンズ好きは母親譲りであるらしい。

### 強欲
グリフォン
元々は領民に重い税を課していた貴族。全身各所が金塊と化している異形の巨鳥というか男版ハーピー。
なお、前足に金塊を抱えているが、戦闘中に落とすと何よりも優先して拾おうとする。
広大な領地を持ち、領民から多額の税を貪り尽くし、富におぼれた日々を過ごしていた。ある日、領民から奉納された獣・人・鳥の三体一組で象った金の像を異常に寵愛するようになり、像を隠そうとした妻を厳しく罰して死なせるほどの偏愛ぶりで、像の作者が返却を求めても一蹴した上に作者の少ない金銭を奪っていた。
やがて時が経ち、重い税にたまりかねた領民達の反乱が起こり、宝物庫に貴族をみつけるもすでに貴族は、もはや人の姿を失っていた。
これが欲に憑りつかれ、その挙句に寵愛した金の像に体を乗っ取られ魔物となってしまった、貴族の成れの果てである。
文献によれば、像の作り手は「異様に腕がただれでいた」「誰もが像の虜になるようにと欲望を込めて像を作った」と描写があり、獣・人・鳥の三体一組で象った金の像は像の作り手が聖杯を利用して作られたであろうことが示唆されている。
スライム
金銭欲・食欲などの様々な欲望に負けた人間の典型例魔物。要請録での表記名は見た目通りの「異形のモノ」。
ドロドロした欲望の対象の塊であり、財宝が形作る「金欲型」と食物が形作る「食欲型」がある（文献によれば『性欲』からなるスライムも存在し、三大欲求ゆえか数も多い模様）。
肉体そのもの以外に代償として捧げられるものを持たない人間が変異するため、頻繁に見られる。人間の欲は底知れないがゆえに、さらなる欲望を叶えるために、より多くの人間を取り込もうとする。
ペガサス
フェニックスと同型の魔物。
元々は国王の側近。頭部は馬だが、複眼や横開きの顎などには昆虫的な要素が含まれている（昆虫的な要素は、虻に刺された影響によるもの）。
強い野心を秘めており、領主になるためにあらゆる障害を排除してきたが、イカロス牧場に多くの兵を投入して死なせてしまったために責任を取らされそうになり、逃げた末にイカロス牧場にたどり着いた。その場所で聖杯に逃げるための翼を欲し、代償として生物としての形を捨てて化け物になった。
以来、その化け物は領主になる願いを糧に領土を我が物顔で飛び続けている。
ワイバーン
元々は異常に耳の良い暗殺者。皮膜でできた巨大な翼のような耳が生えた蝙蝠人間。
男は聴覚が異常に優れており、彼も自身を「蝙蝠」と重ねていた。主人の依頼をこなし続けてきたが、ある時同業者の奇襲によって瀕死に陥り、聖杯によって窮地を脱した。男はこれが主人の差し金であることを知った上で舞い戻り、主人の命令を聞き続けた。
やがて主人が病で死ぬと男は屋敷を飛び去った。その姿は人とも蝙蝠ともつかない化け物だった。
ウロボロス
DLCで追加。
元々は科学者。捩れて輪になった鎧の中に、輪入道のように人面が浮かび上がった魔物。
今で言うモーターを発案し、それを応用すれば馬の無い馬車ができると思い立つも人々からは一笑に付され、そんな人々を見返すために実験を重ねた。しかし成果は上がらず、やがて彼の実験は狂気に落ち、ついには自分に雷を打たせた。当然男は重傷を負ったが、その際に現れた聖杯に願うことで雷を自在に操る魂だけの姿を得た。その後は強度の高い車輪を得るべく自身の身体を引き伸ばして口に足を入れ輪っかのように変え車輪とした。
電気と車輪の魔物と化した男は、今も無限に回る車輪であちこちを駆け回っている。
レプラコーン
DLCで追加。ドワーフと同型の魔物。
靴に入った3体の魔物の集合体で元々は高名な靴職人の三つ子の息子。
息子に技術を継承するつもりであった父に認められるべく、3人は常に競い合っていた。中でも焦った末っ子が探求の果てに見出した物、それが「知能の高い動物の皮で作る靴」であった。最も知能が高い動物は何か、それを考えた末、彼は人間を材料にすることを思い付く。逡巡する彼の前に聖杯が現れると、迷うことなく彼は2人の兄を生贄に捧げた。だが、それは兄達も同じだった。結局、3人とも靴の魔物になってしまい、呆れた父に勘当されてしまう。
その後はただ父に認められたいがために、3人で手を取り合って人間を狩っている。
文献によると、父親は「他人への思いやり」を説いたものの三兄弟はお互いに呪いをかけあい、勘当され仲直りしたあとも人間の皮を狩るサイコになっており、父親が本当に教えたかった「相手を思いやる優しさ」は、どうやらまったく、伝わっていなかったようだ。と書かれている。
キメラ
『デルタ』から登場。
獅子の鎧に蛇の盾、山羊の槍を持った魔物で元々は戦士の息子。
ある事情によって戦士の道を閉ざした男は、自身の息子にその願いを託そうとしていた。ある理由から息子もその願いをかなえようとしていた。それは過去の事故にあった。馬車に轢かれそうになった息子を助けた時に父親は足に怪我を負ったのだ。自分のせいで夢を絶たれてしまったと、息子は罪悪感を感じ続けていたのだ。しかし、父にも劣らない素質はあっても、虫すらも殺せない「優しさ」が息子にあった。
父親は息子を鍛え上げるために心を鬼にし、命を奪う覚悟を植え付けるために息子に試練を与えた。初めに山羊を殺させて死骸から槍を作り、次に蛇を殺させて死骸から盾を作った。死に慣れ始めた息子を戦士として完成させるために今度はライオンを放った。息子はライオンよりもそんな父の神経に恐怖した。しかし、息子は覚悟を決めてライオンを殺し、その死骸は鎧となった。父親は、仕上げに取り掛かる事にした。「人を殺す練習」として「自分を殺させよう」とした。嫌がる息子に武具を括りつけ、感情を殺させようとした。
そして、その瞬間に聖杯が現れ、父の告白によって絶望した息子は「感情」を捧げた。その結果、感情を失った息子は父親の思う「理想の戦士」へと生まれ変わった。
ギガース
『デルタ』から登場。シンデレラと同型の魔物。
元々はある女戦士。鎧騎士の上半身とムカデの体、お尻に赤子の顔を持った姿の魔物（赤子の顔は彼女が魔法使いとの赤子を手に入れようとしていた為）。
生まれつき体格がよく、力が強かった女は傭兵として名を挙げた。積み上げた戦果と名誉の代償として失うものも多かった。彼女は女の幸せを求めていたが、それを諦めて
しかし、彼女が破り去った手紙にはある真相が掛かれていたのだ。実は彼女を助けた魔法使いはいた。偶々遭遇した魔物に対し、周囲の制止も聞かずに彼女は立ち向かった。彼女は強力な一撃を食らって谷底に落ちてしまう。
同じく谷底に落ちていた魔法使いが彼女を助けた。周囲は魔物だらけ、不安を解消させるために会話が始まった。日に日に衰弱していく彼女を勇気付けるため、彼女の願いを叶えようと男が言った。助け出された後に女は男に手紙を送った、いつの日かまた会おうと。しかし、手紙の内容はいつも同じ、会えない分だけ彼女の中に妄想が膨れ上がった。そして、ある手紙を境に期待が裏切られたと知った彼女の前に聖杯が現れた。彼女は子供を望み、自分を袖にした魔法使いに突き付けてやるつもりだった。既に死んでいたのだ。自分の傷を後回しにして彼女を治療し、救援に来た仲間に「彼女を幸せに」と残していたのだった。
それを知らぬ女は、百足の身体とお尻に赤ん坊の顔を持つ怪物に成り果てた。

### 憤怒
クラーケン
元々はある貿易商船の船長。体から帆船のマストや舳先、内臓が変異した触手が生えている上半身と人型の下半身を持つ怪物。
何よりも愛する船を海賊に奪われた彼は、軍船の乗組員として戦果を挙げ、やがて因縁の海賊を追い詰めるも致命傷を負う。聖杯に願い、船長は怪物となって海賊たちを殲滅するが、皮肉なことに彼の内臓から滲み出る分泌物が船の甲板を溶かし、船底に穴が開き、船長は愛船にしがみついたまま海に沈んでしまった。海底で嘆く船長に再度聖杯が語り掛け、まだ代償にできるものがあると気付いた船長は海面に浮上、自らが長を務めていた軍船を探し出し、かつての乗組員たちを殺し肉塊を取り込んでいく。その肉塊によって、 船長の姿は次第に馴染みある姿へ変わる。そう、愛船の姿だ。彼はまだ満足していない。まだまだ不完全だ。もっと完璧に再現しなくては……そのためには、 より多くの材料が必要となるだろう。
姿ばかりでなく、ついには心も魔物となった船長は、肉塊になるものを求め海を漂う。そう、念願である愛船の再現が果たされるその日まで。
ケルベロス
胸に槍が刺さった三つ首の獣人。元々は男性の衛兵と二匹の愛犬。
愛犬たちとともに故郷を守っていたが、伝染病から逃れるために住民が故郷を離れていったため、住民をその場にとどめようと暴力に走った。その結果、住民により槍で刺されるが、死の淵に聖杯が現れ、今まで守ってきた住民の命を代償にし、黒い光につつまれた後は2匹の愛犬と同化した化け物だけが残った。
今でもこの世界のどこかにその都市は存在すると言われている。その都市は入ることは出来ても、出ることは許されないという。
戦いでは二足歩行と四足歩行を使い分けて攻撃してくる。
ミノタウロス
角のある真っ二つに割れた鉄仮面（二つの顔がくっ付いているようにも見える）を装着した魔物。腕にはミイラを柄の代わりに据えた巨大な斧を持っている。
元々は小間使いの母親とある領主と母の間に生まれた娘。
その出生を隠すために醜い鉄仮面を被せられ、母と離ればなれとなる。やがて母親は領主の正妻の虐待によって狂ってしまい、再会した娘は領主と正妻に復讐を誓うのであった。聖杯に代償を払い、娘は鉄仮面の化け物に、母親は捻じ曲がった巨大な斧へと変化した。娘はその斧を手に、領主と正妻に復讐を果たす。今は幸せな家族を狙って各地をさまよい続けている。
怪物は負の感情に駆られ、今も終わりなき復讐を繰り返し続ける。娘の啜り泣きと、母親の笑い声と共に。
バジリスク
DLCで追加。ワイバーンと同型の魔物。
元々は盲目の青年でそれ故か両翼が目の様な器官に置き換わっている。
自分の容姿に異常に自信が無い娘に介抱されており、彼女の献身にいつしか愛情を抱くようになる。その甲斐あってわずかに光を取り戻しそうになるも、「自分の醜い姿を見られたくない」という理由で娘が毒を盛り、再び視力を失うこととなった。その後は聖杯に娘を犠牲として願い、研ぎ澄まされた耳は空を舞う翼のように変形し、女の毒によって腐りかけた臓物は巨大な目玉になり、異形の姿の魔物と化した。
女の顔を見ることと復讐の両方を成し遂げた男は、これまで見ることが出来なかった世界を見るために、飛び去った。
なお、バジリスクが流す毒は娘が盛った毒が影響している。
白雪姫
『デルタ』から追加。『嘆く巨眼姫、白雪姫』。
元々はとある国の王女。巨大な鏡の一つ目（年老いた母が映し出されている）を持ち、腕がなく額が鏡の七人の小人に支えられている。
王女はとても目が美しく、自己顕示欲の強い母親はそれを妬み、彼女を子供というよりも鏡としか見なくなった。成長した娘の存在が母親の自尊心を傷つけ、娘の目に映る姿が自尊心を満たした。そんな王妃の前に聖杯が現れ、娘を鏡にすると言う母親としても人間としても最低な願いを叶えて貰う。鏡になった事を知らずに育った娘は成人を境に疑問を抱き、再び現れた聖杯に片目を代償に鏡を作る魔法を得た。その魔法でその真実を知り、母親に本当の姿を見せつける事で殺害する。
復讐は果たされたが娘は母親への愛を捨てきれず、鏡の瞳から水滴を溢れさせて泣き続ける王女。その瞳の鏡には母親の姿がずっと映り続けている。
魔物で唯一自分以外の手で先に魔物化している魔物。
ハーメルンの笛吹き男
『デルタ』から追加。ブレーメンの音楽隊と同型の魔物。
元々はネズミが友達だった男。ネズミの身体で口からネズミの顔が出ており、そのネズミの口から骸骨が出ている姿をした魔物でどこかピエロっぽさもある。
彼は両親の愛を一切知らず、親戚の虐待を一身に受けて育った。友達を作る事ができず、自分を差別しないネズミと仲良くなった。いつしかネズミ達の意思が分かるようになり、男の意思を伝える事で芸もできるようになった。そんな彼の元に子供たちが集まるようになり、一層芸に力を注いだ。だが、ある日村の子供の一人が姿を消し、大人たちは彼を犯人だと決めつけて彼が留守の間にネズミ達を惨殺した。それを嘆く男の前に聖杯が現れ、微かに息があったネズミと一つになり、魔物と化した。彼はその力で村人へ復讐しようとはせず、いなくなった子供を探索した。彼はその嗅覚で子供を見つけたが、その子供は死んでおり、匂いから犯人が誰なのかも分かった。犯人はその子供にいじめられていた子で、いじめに耐えかねて反抗を試みた結果、打ち所が悪く相手は死んだのが真相だった。男は痛いほどに感情移入し、その子を糾弾しようとはせず、代わりに自分が罪を被る事でその子を救済する道を選んだ。
その後、彼は人さらいの狂人を演じ続けた。虐げられた者への愛と救済を胸に秘めて。

### 色欲
エルフの女王
元々はある崖から落ちた女性とそこにいたタンポポ。背中から翼が生えた四本腕の女でタンポポの綿毛を思わせるエルフを従えている。
彼女は子宝に恵まれず、いつも子供をほしがっていた。その願いが、谷底で子孫を増やせずにいたタンポポと合わさり、エルフを生み出した。彼女はエルフを我が子のように可愛がり、母親として、女王として幸せな日々を送った。やがてエルフ達が崖を超えてしまい、戻ってこないエルフを探すためにエルフを集めて翼にし、崖の上の世界に戻り、故郷へと戻ることになる。
その後はやはり人間の子供がほしいと考え、人間時代の様に人間の子供を見つけてはさらい続けている。
文献によると崖から落ちた女性は「凶悪誘拐犯」であり、崖から落ちたのも逃げていて追い詰められて足を滑らせたことによる。女性の故郷では最低でも12人は女の家族ごっこの犠牲になっている（文献では13人目でばれたとあるが、子供がどうなったかは不明である）。
セイレーン
サイクロプスと同型の魔物。
女性の顔をした白い体色で巨人でヒレや鱗に覆われた手足に無数の口がついた体で同じく無数の口のある杖を持ち、手に持つ杖は魔物化した際に現れた口のついたほら貝を集めて楽器にしたもの。杖は強化させるときに口から音符が出てくる。
幼馴染の男性に裏切られた女性が聖杯に自身の歌声をささげた結果、無数の口を持つ魔物と化し、男の両親が乗った船を見つけ、怨念の歌を歌った。程なく、船は海中へと沈んだ。女は声を押し殺して笑う。被さる笑い声が聞こえて女が周りを見ると、貝の口が彼女の口になった法螺貝があった。女はそれを幾つも拾い集めて杖のような巨大な楽器を作った。
女は思う。かつて愛した男はいつか両親の安否を気遣ってこの港へ戻ってくるだろう。その時は聴かせてやろう。ありったけの思いを込めたこの歌を。
アイアンメイデン
デュラハンと同型の魔物。元々はとある騎士に恋をした地味な女性。金髪はマントに、片手は斧に、顔は盾のように見える感じになっている。
騎士の助けになるために聖杯に願い、生命力の宿る血を手に入れた。騎士の傷を癒すために、自らを拷問して常に血を流している。そして騎士を助けようと現れるも、騎士は血だらけで首が外れかけている彼女を見たショックで死んでしまい、ショックで泣き叫び発狂した女の首は胴体から離れた。
彼女は騎士の幻影を追い、今もどこかで血の涙を流しているだろう。
デュラハン
DLCで追加。
元々は変質的な趣向を持つ騎士。拷問具のような棘付き鎧に身を包み、鎖につないだ己の生首を振り回して戦う戦士。
痛みを求めて戦場に繰り出しており、気味悪がった敵からは恐れられ、侍従からも気味悪がられ、気分を悪くして逃げるものも居た。「死を体験してみたい」という禁断の好奇心を願った際に聖杯に出会い、不死の身体を得て自身の首を斬り落とした。永遠の快楽を得ているためか生首は歪んだ笑みを浮かべている。だが、騎士の好奇心は、欲望は尽きなかった。この先があるのかを知りたいと。
そうして、騎士は探し続けているという。死を超越した自分に、体験した事が無い苦痛を与えてくれる相手を。
インキュバス
DLCで追加。
元々は売れない画家。夢を操る、両手に筆を持ったキャンバスのような顔に人っぽい身体をした姿の魔物。
納得する絵しか描かず、家族にも愛想を尽かされた貧乏画家であったが、絵に対する拘りだけは捨てなかった。そんなある日、卑猥な夢を見た彼はそれを絵にすることを思い付く。しかし、自身の拘りが邪魔してなかなか完成が見えない。そこで画家は、現れた聖杯に願い自分のイメージを絵の具に絵を描く術を得た。だが、それもやがては飽きられると今度は自身の体を叩き潰してキャンバスへと変え、画家の空想世界が完璧に再現されており｢絵に書いたような快楽｣を実際に体験出来るようにした。
今や画家は鑑賞者を取り込む絵画の魔物と化しており、枠に収まらないほどに人が溢れている。
裸の王様
『デルタ』から追加。ワイバーンと同型の魔物。「昂ぶる変態王 裸の王様」。
元々は変態的な趣味を持つ王様。骸骨感のある顔に上半身は筋肉、下半身は骨や血管まで丸みえな姿をしている。マントを羽織、右手に長い爪を持つ。
公明正大な王様で、民衆からとても慕われていた。そんな王が統治する城下町で、「王冠と分厚いローブ」を身に纏った男が女性に対して裸体を見せつける事件が起きた。その人物は王に似ていたが民衆は彼の評判を下げるための工作に違いないと考え、事件後も威風堂々としていた王を支持した。その態度を崩さなかったのは当然、その犯人は王なのだから。王自身はその行為に罪悪感を覚えていたが、その行為が癖になってしまい、何度も変態行為を繰り返した。行為を繰り返すたびに民衆の支持が集まる。ある行為を境にこの衝動が「本当の自分を知ってほしい」というものに気づく、そんな彼の前に聖杯が現れて彼の願いを叶える。
その後、「丸見え」の怪物に、裸になり過ぎた王は探している。自分を直視できる人間、即ち「本当の自分を見てくれる」肝の据わった誰かを。
なお、同行者になった際にも王冠とマントに黒のビキニパンツというインパクト大で露出癖丸出しな姿をしている。
カエルの王様
『デルタ』から追加。巨大なカエルに緑がかった体色の太った人間が座った姿をしている魔物。カエルの舌が拘束されたメイドの女性になっている。
元々は汗っかきな王様。その体質のせいで女性と縁がなかった王だが、自分と同じく大量の汗をかく女中に恋をする。女意を決した王が彼女に好意を伝えるも、片思いの人物がいると伝えられ、王は彼女を励まして告白するように促したが恋は実らなかった。汗っかきという理由で断られた事を知った王はその男を拷問に掛けて殺してしまう。その事を知った彼女は嘆き、本来の姿であるカエルに戻ってしまう。カエルは助けてもらった恩を返そうとして人間になったのだ。その姿に感銘を受けた王はより愛情を深めたが、カエルはそれを怖がり逃げてしまう。それ以降も王はカエルに付き纏う。そんな王の前に聖杯が現れ、カエルを人間にしてほしい、自分がカエルになればいいと彼の願いを叶え続けた。
王は気づいていない。自身の愛情表現がどれだけ歪なのかを、それは魔物に成り果てた姿よりも恐ろしいものである事を。
ウサギとカメ
『デルタ』から追加。カエルの王様と同型の魔物。
元々はサディズムな女性とマゾヒズムな男性。巨大な亀の首が拘束された男性の姿で、甲羅の上にウサギの被り物をした女性が座っている。
女は男の泣き顔を見るのが好きだった。ウサギの被り物を被り、酒場で男を誘い、調教する事で金を貢がせていた。そんな彼女のうわさを聞いた貴族の男が現れ、これまでと同様にいたぶったが、貴族故に弱みを見せられない男はその行為を喜んだ。いつしか、そんな彼を癒してあげられるのは自分だと気付いた彼女は本気で彼を愛した。行為は更にエスカレートし、女は男に亀の甲羅を着せ、行動に難儀する男を見て「世界一のノロマ」とあざけるようになった。
その後、行為が思いつかなくなった彼女の前に聖杯が現れる。願った彼女は自殺し、男性を放置するという究極の愛を見せた。男はその愛に答える為、聖杯に願って亀のような姿に変貌した。
なお、この魔物の本体はサドのウサギの被り物の女性…ではなく、カメの首である拘束されたマゾの男性のほうである。また、ウサギ女は男の作り出した幻覚である。

### 怠惰
ガーゴイル
人間の顔のパーツがでたらめに配置され首をかしげているようにも見える、岩塊の怪物。元々は名家の生まれの男。
男は幼少のころから美少年として有名だった。才能に溢れて周囲からも期待されていた。いつしか男にとって、その期待が煩わしくなり、苦痛に思うようになった。特に結婚相手に関して頭を悩ましており、何気ない挨拶だけでも妙な噂が立ち始め、女性を思いやった男は女性から距離を取ったが、それでも噂は尽きず次第に滑稽無糖な噂まで立ち始める始末。それに辟易した男は聖杯に願い、誰も注目しない道端の石ころにしてもらった。石となった日々は男にとって充実した日々であった。だが、そのうち他人とのかかわりを欲し始め、その矢先に女性に恋をしてしまい、人の姿を取ろうとしたが長年石だったために上手くいかず、人面岩の怪物に成り果てた。
石の怪物となった男は今も道端に石のように潜み、通りがかった人間を無差別に追いかけ回しているという。
ケンタウロス
元々は天才的な弓の腕を持つ男。上半身は髭面の人間、下半身前部は馬、下半身後部は巨大な馬車の姿をした魔物。
その手腕から領主直属の親衛隊にまで選ばれたが、働くのが面倒になり盗賊に身を落とした。盗賊として楽な道を選んだが、次第にそれすらも面倒になり、子分に全てを任せて馬車に籠る生活を始めた。そして子分の相手すらも面倒になり、馬車と一体化して生きていくことにした。
すべてが面倒になった男のなれの果てであるが、生きるのが面倒になり死のうとしたものの、馬の部分が暴れだして死ねず、最終的に自分が一番面倒な「生きる事」から逃げられなくなり、皮肉と本末転倒の合わさった魔物となっている。
ケットシー
DLCで追加。ゴーストと同型の魔物。
猫のような皮をかぶっているゴースト風の魔物。元々はある国の王子。
自由に憧れる彼は全てを与えられた王子としての重責に耐えかねていた。ある時、王が病に倒れ、王子が王位を継ぐことになってしまう。王子は頭を抱え王になりたくないと考えた際に聖杯が現れ、彼は仲良しだった猫を涙ながらに代償にし、猫の魔物の身体を手に入れる。
ようやく得た真の自由を満喫すべく、彼は城を飛び出した。その後、王子の姿を見たものは居ないという。
三匹の子豚
『デルタ』から追加。キメラと同型の魔物。
豚の顔を備えた鎧と盾とメイスを持つ魔物。元々は父親の脛をかじって生きてきたおデブ三兄弟。
やり手の商人を父に持つ裕福な家庭で甘やかされて育ち、自堕落な生活を送っていたが、父親の死後、息子達の将来を心配した母親によって家から追い出されてしまう。その後、軽い気持ちで傭兵の募集に参加し、長男が藁製の鎧、次男が木製の盾、三男が煉瓦製のメイスを用意して試験に挑むが、結果は惨敗。だが、三男が用意したメイスだけは試験官から認められ、三男のみ再試験の機会が与えられる。三男を再試験に合格させて父親の代わりとなる新たな寄生先にしようと目論んだ兄達は聖杯に願い、長男は鎧、次男は盾に姿を変える。愚かな兄達の姿を見てようやく父親の偉大さに気付いた三男は、再試験に合格して父親の代わりに兄達を養うために強い武器を聖杯に望んだ結果、自身をメイスに変えてしまう。
全員が装備品となってしまったせいで「使用者」を失ってしまった三兄弟は自分達を使用してくれる強者を求めて彷徨うという本末転倒な魔物と化した。
文献によると、末っ子だけは兄二人より色々な面でまだマシだったもよう。

### 暴食
ハーピー
グリフォンと同型の魔物。
グリフォンと肥満女性を足して怪物感を足したような姿の魔物。元々は肥満体の女貴族。
腹には穴が開いているため、吸いこんで喰った獲物はここからすぐに吐き出される。
失恋のたびにやけ食いする癖があった。ある露天商に恋をして、会うたびに大量の果物を購入していた。露天商が姿を消したとき、彼女は聖杯に願うと脂肪が羽となり空を飛び遠くへ会いに行けるようになった。露天商を見た彼女は気がついた。自分は恋をしていたのではなく、その露天商を食べてしまいたいと思っていた事に。そして女は露天商を家ごと食い尽くした。
その後は今でも空から見下ろして探している。 露天商のように、むしゃぶりつくほどおいしそうな男を。
ベヒモス
DLCで追加。
元々は病的に林檎好きの巨デブ青年。背中からリンゴの木が生えた四つん這いの怪物。
ちなみに、振り落とされたリンゴは「禁断の果実」という名前で個別に襲いかかってくる。
幼い頃から病的なまでに林檎を好み、やがて家計と両親の精神を圧迫する程にまでなり、実家から勘当を受ける。すぐさま好物の林檎が食べられなくなることに気が付き、絶望と後悔の最中、聖杯に願った結果、背中に林檎を生やした魔物と化した。自食効果（オートファジー）を手に入れ、めでたし…と思いきや、寝ている間にリンゴ泥棒が大事な実を盗んでいくため、おちおち寝られなくなった。
そして、リンゴを永遠に食べられるようになった少年は、睡眠不足に悩まされることになった。
オーガ
DLCで追加。ミノタウロスと同型の魔物。
巨大な鎌を持ち、コック帽を被って顔の下半分は包帯が巻かれている。元々はある王族の専属の料理人。
一度食べた物を二度と口にしたがらない肥えた舌を持った王を満足させるべく努力を重ねていたが、不注意で食材の取り扱いを誤り食中毒を起こしたことで死罪に処される。最後のチャンスとして王を満足させる料理を作る条件を出されるも思い付かず、聖杯に願うことで自分の舌を利用したタンスープを作り上げ恩赦を得た。彼女の作る料理は王に我を忘れさせる危険な美味で、王はまた味わわせて欲しいと懇願した。
女は不気味な笑顔で頷き、包丁片手に夜の町へと向かった。そう、次の食材を探すために。女はまるで食材を品定めするかのように、行き交う人々を品定めしているという。
ドワーフ
DLCで追加。魔物としては珍しく、複数人の同じ願いが合わさっている。
肩車状態で行動する、酒樽から手足が生えた三人の小人。元々は3人の酒浸りの炭鉱夫。
酒浸りの炭鉱夫であったが仕事をクビになり、やがて好物の酒も飲めなくなり死に瀕した際に聖杯が現れた。聖杯に酒が飲みたいと願い、自分の体から自身の肉体を酒とする術を得たが、それでは自分の身が持たないため、巨大な酒樽を作り他の人間を取り込み酒に変えた。
3人は魔物化した事にも気づかないまま、巨大な酒樽に他の人間を取り込み酒に変え、満面の笑みで酒を飲む魔物と化した。
ヘンゼルとグレーテル
『蠢く菓子兄妹 ヘンゼルとグレーテル』。『デルタ』から追加。フィールド上のお菓子の家を移動する。
二人の魔物で兄妹型をしたクリームに蝗やお菓子が部分的に混ざった姿をしている。元々は口減らしの為に捨てられた兄妹。
両親に捨てられ、幸せな思い出を思い浮かべながら衰弱していく兄妹の前に聖杯が現れ、飢えをしのぐために自分たちの身体をお菓子にした兄妹は両親の飢えを癒そうと戻るが、両親は人の身で無くなった兄妹を拒絶する。拒絶された兄妹に飢餓の原因となった蝗が集り、自身を必要としてくれる蝗に兄妹はその身を捧げる。体のほぼ全てが喰われ、意識が途切れる直前にまたしても聖杯が現れ、蝗と家族になりたいという願いを叶える。
そして、新しい家族と帰る場所を得た二人は迷い込んだ旅人をお菓子に変えて貪る魔物と化した。

### 生存欲
ジャック・オ・ランタン
ガーゴイルと同型の魔物。
武防具の残骸が大きな塊となっており、外見は「カボチャ」のように丸い。元々はロムルス帝国と魔法使いの戦いの際、戦場に漂う魔力の影響で人間として死ぬことができなかった兵士たち。
祖国のために己の死すら乗り越えようとする気概をもったその魂が戦地に充満する魔力の残滓と結びつき、戦場に散っていた武防具の残骸を寄せ集めて生まれた魔物。
彼らの中では、まだ戦争は終わっていない。終わりなき戦いを永遠に続ける。それは紛れもなく異形と呼ぶべき存在となりながら。
魔物の中で唯一、聖杯が無関係な魔物である。
フェニックス
全身が炎に包まれた、老婆の顔を持つ巨大な蛾。元々は一人寂しい人生を過ごした老婆。
自身の人生を嘆き、自暴自棄になって炎に身を投じたが、聖杯によって灰の中から若返って蘇った。それから今までの分を取り戻すように老婆は人生を謳歌した。しかし若返りの効果は長くは続かず、度々炎の中で新生を繰り返す。だが、矢継ぎ早に新生し続けた為に行き過ぎた結果になっていた。10代前半まで年齢が戻り、また蛾の特徴が表れだした。せっかく蛾から解放されたのに、また｢蛾の因縁｣に苦しめられると思った老婆はひたすら新生の炎を灯すが、逆効果でやればやるほどに蛾の特徴が現れだした。そして、老婆は新生の炎を纏いすぎて幼児まで退行し老化速度も早めた。瞬く間に老化し老婆となる程に。そして、いつしか絶えず新生し続けるようになり、常に炎を纏った魔物の姿になった。
老婆は今も炎を灯し続ける。そして絶えず新生し続け、老婆と赤子を遷移し続けている。
ユニコーン
ケンタウロスと同型の魔物。
全身を鎧に包み、武装馬車と一体化した半人半馬。額からは氷の矢が角のように生えている。
元々は王の側近。仕えていた先代の王が急死し、後継者もいなかったため彼が王の座に就いた。男は誇らしげに思う一方、どこかで恐怖を抱え込んでいた。王の死は暗殺によるもので、実行犯は彼であるためである。そして他人との接触を恐れて甲冑に身を隠すようになったがそれでも恐怖は消えず、隙間の無い完璧な鎧を鍛冶屋に注文し続けた。他人を拒絶し続けて男は自滅の道を辿っていたが、ある時現れた聖杯によって隙間の無い完全な魔法の鎧を得た。しかし、今度は魔法による暗殺を恐れるようになり、側近に魔法で攻撃するように命令した。その結果、鎧は魔法すらも通さないことが証明された。
だが、性格は魔法でも治せない。男は不安がないことが更なる不安につながっていった。
ジャックフロスト
ガーゴイルと同型の魔物。
氷のガーゴイルな姿の魔物で、元々はとある騎士団。
領主から「冬を撃退しろ」という無茶な命令を下されたが、それでも逆らう事ができなかった。冬の寒さに耐えしのげば、冬は恐れを成して逃げてゆくのではと考え、実行することにした。そして、屈強な男で構成された騎士団も限界を迎え、吹雪の轟音の中から声が聞こえ、聖杯が現れた。騎士団は朦朧な意識で聖杯に｢冬の寒さに打ち勝ちたい｣と願った結果、肉体を失い寒さと同化し、冬そのものになってしまった。だが、冬を理解した騎士団は冬を恐れる必要がなくなり、声を上げて笑った。人ではなくなり自我も無くなったが、満足したようだ。
寒さに対抗して寒さへと変わった男達は｢ジャックフロスト｣と呼ばれ、人々には魔物ではなく｢異常気象の1つ｣として人々に覚えられている。
ゴースト
DLCで追加。
元々は娼婦。色鮮やかなローブを身に纏い、腹部には裂けた大きな口がある。
感染症にかかり醜く朽ちる自分に耐えられず、自身の永遠に揺るがない美しさを聖杯に願ったが、それは即ち肉体という概念からの解放であり、発光する光（魂）だけの存在と化した彼女は誰にも認識されない皮肉な結末を迎えた。しかしそれでも彼女の欲求は衰えておらず、周囲に見せびらかすためにステンドグラスを布状に変化させ纏うことで輝くローブを手に入れたが、綺麗になっても、見て貰えなければ意味が無いと痛感することになった。
女は死ぬことすら叶わず、無数の口からため息をつきながら、今も世界を漂っているという。
リザードマン
『デルタ』から追加。
頭部がトカゲの形をした魔法使い型の魔物。元々は「エリクサー」と呼ばれる禁術に手を出して失敗した人間。
禁術を行う代価として「自我」を要求されるが、挑戦した者は皆完全に自我を捨て去る事ができず失敗してしまうらしい。半端に自我を捨てたことで魔物と化した彼らはリザードマンと呼ばれた。
エリクサーについて書かれた書物の行方は不明だが、リザードマンが生まれ続けているということはどこかで誰かに読まれているのだろう。
バハムート
『デルタ』から追加。ワイバーンと同型の魔物。
禁術「エリクサー」に失敗したリザードマンが、体内へオリハルコンを取り込み続けた魔物。
リザードマンは自然界から採取できる鉱物とは一線を画した「生物鉱物」を生み出すオリハルコンを取り込む事で死から遠ざけようとし、一方のオリハルコンは肥大化した自我を入れられる殻としてリザードマンを選ぶという、一種の共生関係の魔物である。
赤ずきん
『デルタ』から追加。
狼のような黒い鎧を纏い、腹部から老婆の頭部が飛び出した姿をしている。
元々は装備で相手を威嚇してきた騎士と永遠のレッドフード。戦争で手傷を負った騎士は逃げ込んだ小屋に住む老婆を脅して食料を得ようとしたが、老婆は奇妙なくらい騎士をもてなした。居候して数日後、今までにないくらい豪勢な食事が出され、男はそれを平らげた。しかし、残されていた一通の手紙を見た騎士は老婆が自分の母親である事、その食事は自分の身体を使ったものである事を知り、自らの腹を掻っ捌いた。それこそが老婆の、「レッドフード」の目的である事も知らず。本性を現したレッドフードは男の身体を乗っ取った。
人はその妖術使いの老婆を永遠の「レッドフード」と呼ぶ。その老婆は、狼騎士以上も長い年月を詐欺師として生きていたのであった。
救済できない魔物の一体で、聖杯を使わず魔物化した唯一の魔物。また、作中には3代目の幻惑魔法使いのレッドフードが登場し、この赤ずきんは3代目の祖母で初代である事が判明する。
アリス
『デルタ』から追加。インキュバスと同型の魔物。
元々はアリスという名の魔法使い。骨と皮(1部骨が出ている)の身体に赤と黒の服をまとった女性の姿の魔物。
彼女は「ワンダーランド」と呼ばれる土地の発見を目標としていたが、魔法使いとしての寿命である「ドッペルゲンガー」が近づいている事を悟っていた。彼女が「ワンダーランド」にこだわるのは、ワンダーランドは彼女の娘が変貌したものであった。探す合間にもう一つの目的である「後継者」を作るため、後世に「グリモア」と呼ばれる禁術を生み出し、自身を「アリスの洞窟」と呼ばれる魔法使いを育成する場所になるように聖杯に願った。
禁術によって世界中に娘を投影したにもかかわらず誰もが娘の存在を否定したのは、生贄で吸収した記憶の存在でしかなかったのだ。その事を知らずに彼女は魔法使いの育成に力を注ぎ続ける。
なお、アリスは救済できない魔物の一体。

### その他
ワーウルフ
ケルベロスと同型の魔物。外見は完全な人狼であり、ガウェインが十年間にわたって追い続けている。
何人もの魔法使いを倒してきた指折り付きの魔物であるが、その行動はなぜかガウェインの周囲にしか及ばない。ある女魔法使いの仮説によってワーウルフとはガウェイン自身であることが判明する。しかし、元々は仮説を立てた女魔法使いが魔物から受けた傷によって魔物に変化する症状を持つ病気のようなものであり、彼女と関わりを持つガウェインが代わりに受け取ったために彼にその症状が現れただけである。作中では二体登場する。
オーディン
『デルタ』から追加。巨大な馬に魔法使いが乗った姿をした魔物。
元々は初代ペンドラゴン。並外れた知識欲を持つ彼は、全知全能の力を求めて生贄行為を繰り返し、禁術を含めてあらゆる魔法を持つ魔物へと変じた。アヴァロンによって一度は退けられ、東方の世界へと姿を消したが近年再び姿を現した。他の魔物と違い、倒してもその場から姿を消すだけである。
蛇使い女/モルガン・ル・フェ化物
モルガンがリブロム達に正体を暴かれ、錯乱状態に陥った姿。
幾つもの腕と蛇の髪を伸ばし、石化する光を放つ姿はメデューサを思わせる。炎、氷、雷撃の魔法を使いこなし、それに合わせて自身の属性も変化する。ある程度のダメージを負うとのけぞり状態になり、攻撃のパターンも変化する。
夢見女/ターリア化物
『デルタ』から登場。赤ずきんと同骨格の魔物。
リブロムによって心の奥底にあった本性を暴かれ、暴走したターリアが魔物化した姿。
幾つものツタが絡まって巨大化した右腕と特定の魔法を捻じ曲げる氷バラを持つ。

## 下級魔物
ゴブリン
魔法毒が仕込まれたネズミ駆除の餌を食べて生き残ったネズミが魔力を得て異形化した魔物。
人間に対抗するため、何匹ものネズミが一塊となり人のような姿を形成している。
攻撃の際には、塊を解いてバラバラになり、それぞれ1匹のネズミになることもできる。
オーク
標的であるネズミが「ゴブリン」へと変化したことから、それに対抗するために魔力を得て異形化したネコの魔物。
魔力を得るために瀕死の魔物や魔法使いを捕食し、巨大化していく能力を持つ。
コボルト
「自由に動き回りたい」という欲望を魔力によって叶えた樹木の魔物。
動けるようになったことで得た知識を失うことを恐れており、魔法使いを見ると一目散に逃げ出す。
他の魔物と違って理性的であり、中には人間の子供を育てたという例もある模様。
グール
魔法使いの死骸を食べることで魔力を得たカラスの魔物。
更なる魔力を得るために魔法使いに襲い掛かってくる。
ネクター
背中に果実を背負い、獲物をおびき寄せることを学んだ蜘蛛。
尻ではなく口から糸を吐いて、魔法使いを拘束する。
フェアリー
人間の女性を襲うようになった蜂の魔物。
上半身は人間の女性の姿で、槍を持っている。
ノーム
擬態する能力を持つウサギの魔物。
手のような形に変化した耳を武器にして戦う。
オリハルコン
魔力の残滓によって殻の硬度が増したカタツムリの魔物。
ごく稀にしか出現せず、倒すと莫大な経験値を得る。

## 地名
北部
イカロス牧場
寂れた風車や地中から生えた羽が点在する土地。
ある牧場主が、空飛ぶ馬が欲しいという領主の息子のために試行錯誤した末、白い駿馬を供物にして、取り付けた生物に飛行能力を与える蝋の翼を授かった。後に領主の息子が不注意で墜死した事故の責任を負わされ処刑されるまで、牧場主は白馬を育てて供物にしては、空飛ぶ生物を作っていった。
ヴァルハラ修道院
赤子を抱く修道女を思わせる繭が淡い光を投げかける荒れ果てた修道院。
かつてここで暮らしていた修道女たちは、傷ついた兵士たちを救うために自らを代償に癒しの繭へと姿を変えた。しかし体の傷は癒せても戦争で壊れてしまった心までは癒すことができず、兵士たちは居心地の良い繭の中で一生を終えることを選んだ。
ヘリオス火山
一人の男が身をささげ、山と一体化したことで噴火した火山。
麗都ラプンツェル
女性の頭部の形の塔が乱立している。
この塔は、過保護な母親が娘を守るために自ら姿を変えたものである。髪の毛が梯子になっており、上り下りすることが可能。

南部
ネクロポリス
土に埋められた王の屍から刃物がたくさん生え、それがいたるところに生えている地域。
エルフの谷
エルフの女王が生まれた谷。
ルナ荒野
常に夜の荒野。流れ星が流れ、惑星が漂っている。
星を眺めるのが好きな男が詐欺師に騙され、その恨みから生まれた。
高級宿屋ポセイドン
海底にある、生きたクジラを母体とした宿屋。
お菓子の村
ヘンゼルとグレーテルの専用フィールド。
家や木々、地面や周囲の山までお菓子でできている。

西部
バビロンの森
砂漠の地を緑化するために、執政官が自分と民の血をささげて作られた森。緑地化が過剰に進んでおり、樹木によって持ち上げられた町が空中に浮いているように見える。
砂漠の箱舟ノア
ラクダの"ノア"が眠る砂漠。
アンドロメダ湖畔
上空にオーロラが輝く氷の湖。湖の中には何本もの鎖が沈み込んでいる。
ある女が魔法の媚薬で不老の美しさを手に入れたものの、100歳を超える頃に周囲から化物扱いされ始める。流行病を広めたという濡れ衣を着せられ、鎖で拘束された彼女は美しいままで死ぬことを望み、その場で氷漬けになった。
水都アクエリアス
水浸しとなった無人の街。宙に浮かぶ巨大な水瓶からは常に石鹸水が流れている。
潔癖症の執務官が街の清潔を保つために、全ての住民を石鹸に変えてしまった。

東部
タルタロスの廃墟
ケルベロスが人間だったころに衛兵として守っていた町。
オリンピア平原
かつて魔法使いの先祖たちが戦った場所で、時がたっても魔法の影響が残る地域でもある。
パンドラの洞窟
壁や天井にも廃墟や墓地がある洞窟。
ある貴族が財宝を隠すために創りだしたが、自分も出られなくなってしまった。
迷宮ゴリアテ
自らをささげ関所になった兵士の身体が母体。
ワーム
とある行商人が、娘に蝶を届けたいと願って生まれた魔物。
無害であるため討伐対象とならず、移動手段として使われている。

## 用語
魔法使い
代償をもってして魔法を使い、魔物を退治するものたち。少数民族「セルト人」の末裔に魔法の才覚は宿り、一人前の魔法使いになるための試験を受けるには、二人一組で受ける必要がある。文献を紐解くと、魔法使い達は何世代も前から聖杯の生み出す魔物たちを狩り続けているため、聖杯とは対となる秩序を司る存在ではないかと記録されている。
魔物は元人間のため、正義のための『人殺し』が、彼らの仕事であり、宿命となっている。 また任務遂行のためには手段を選ばないのと汚れ役を行うことが多いため、世間からの風当たりは非常に冷たい。
魔法使い自身も生贄で魔物を取り込む際、同時に魔物の記憶と欲望を受け継いでしまい、魔法使いによっては願いに引きずられて魔物化するケースがある。特に末期症状の魔法使いはいつ魔物化が始まるかがわからないため、アヴァロンからは最優先ターゲットとして狙われる。
聖杯
魔法使い以外の人間が魔法を得るための方法であり、魔法を与える存在。神話の時代から文献にその存在は確認でき、混沌を望む存在として対となる魔法使いと長きに渡り戦い続けている。強い願いを持つ人間の前にのみ現れ、その人間の大事なものを生贄に捧げることで願いを叶えるための魔法を与えるが、あくまでその時の願いに見合う魔法しか与えず、強い願いが生まれる度に現れていずれは暴走（=魔物化）へと導こうとする節が存在する。ただし聖杯自体に意思は無いともされ、あくまで魔物化するのは本人の弱さであるとも言われている。
基本的に願いには制限を設けてはおらず、生贄の規模や質によって決まる。その生贄も自分の体から他者の命まで多岐に渡る。
醜人
救済によって人間に戻った元魔物に対する呼び名。例外を除いて元の生活に戻れず、世間から白眼視されて生活する事を余儀なくされる。
秘密結社アヴァロン
魔法使いたちを束ねる秘密結社。魔物は必ず生贄にする、採用試験は二人一組で行うといった掟を持っており、掟を破るものがいた場合は配下の魔法使いが粛清に訪れるといった罰が与えられる。
魔法使い見習い達は最終試験を経て正式な魔法使いとして登録されるが、その試験では「相棒を生贄にする」という条件を満たさなければならないため、常に半分しか生き残らないようになっている。
信仰組織サンクチュアリ
魔物の救済を掲げる異端の魔法使い達で構成される組織。近年急激に勢力が増大しており、アヴァロンからも危険視されている。
救済を行った魔法使いに試験への勧誘の書筒が届く。魔法使いの試験では、あえてアヴァロンと同じ形式を取っているが、救済を掲げているため「相棒を生贄」にするという条件を満たす必要がない。
グリム教団
『デルタ』から登場。「神々への抵抗」というスローガンの下に生贄・救済の選択を拒み、運命に任せ、中道を貫くことを信条とする異端の魔法使い達で構成される組織。
この世界を神々の支配から解放し、世界を人間の手中に収めるべく、「予言」の布教を行っている。